# 美味求真

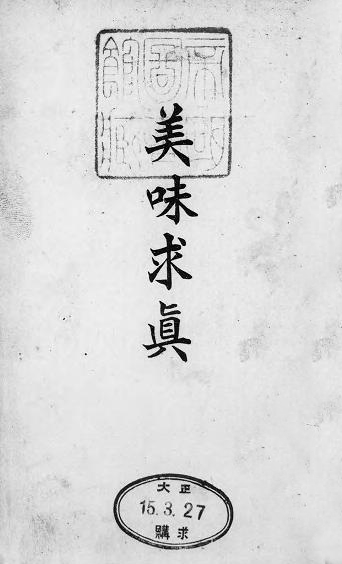
『美味求真』は、貴族院議員、衆議院議員を務め、美食家としても知られた木下謙次郎が、1925年（大正14年）1月に啓成社から出した著書である。[https://dl.ndl.go.jp/info:ndljp/pid/982352/2

『美味求真』（びみきゅうしん）は、木下謙次郎が1925年（大正14年）1月に発表した随筆。

## 概要
貴族院議員、衆議院議員を務め、美食家としても知られた木下謙次郎が、1925年（大正14年）1月に啓成社から出した著書で、日本初の食を主題にした随筆とされる。発売されるや否や、3月までに50版を重ねるベストセラーとなった。
「美味の真」、「人類と食的関係」、「料理の通則」、「各国料理の概観」、「栄養学研究」、「善食類」、「悪食篇」、「魚類篇」の8章からなり、美食の道から、古今東西の料理、昆虫食やカラスなどの悪食や人肉食までを論じた博覧強記の書である。北里柴三郎は『美味求真』に序を寄せ、木下が政界に身を投じたのは一大損失であると嘆じている。
昭和初期にかけて、『続美味求真』（1937年）、『続々美味求真』（1940年）の2冊の続編も刊行されている。
これらの著書では、出身地である大分県の山海の富を高く評価し、日出の城下かれい、日田三隈川の鮎、安心院のスッポン、姫島村近海のふぐの記述がある。

## 『美味求真』の内容

### 第一章 美味の真
最初に人により美味や味の好みが異なることが、様々な歴史的事例から語られている。文王は菖蒲の漬物を好んでいた事、屈到は菱を好んでいた事、また曾子の父親で孔子の弟子でもあった曾晳は棗を好んで噛んでいた事が述べられている。またそれと同様に日本人もかつては牛肉を食べなかったので、西洋人が牛肉を食べる姿を嫌悪し、一方の西洋人も魚を生でたべる日本人を猫族ではないかと訝しがったという事例も述べている。
こうした好みの違いは、人によって、あるいは時代や文化によって様々であるが、それでも美味には共通したある範囲があることを示し、音楽や絵画を味わうように人は美味もまた同じように感覚によって共通して味うことができるものであることを示している。さらに木下謙次郎は「科学が客観的なデータを重視するのに対し、哲学は主観的な判断である直感に基礎がおかれているが、味覚も同じように感覚的判断を基礎としているという理由から、美味求真とは料理の哲学である」と述べて、美味求真とは抽象的で感覚的なものでありながらも、多くの人が共有する味覚の幅の中から食における真の味覚を追及することが可能であると論じている。
また「味を好む者」が必ずしも「味を理解する者」ではないとしている。大酒飲みや、珍食だけを求める者、偏食をする者は「味を理解する者」とは言えず、「味を理解する者」となるためには、すべてのものに美味の真を求めようとするべきであるとし、歴史的な「味を理解する者」を、中国には伊尹、易牙。ギリシャではアルケストラトス、ローマにはペトロニウス、そして日本には、昔は細川幽斎、西園寺公望をあげている。
また値段の高い低いで美味を評する間違いにも言及し、「味を理解する者」は値段が高ければ至味とするのではなく、また量が多く手に入りやすいからと言ってその本味を軽んずることもしないと述べている。

### 第二章 人類と食的関係
まず「人間生活の中心は食にあり」と木下謙次郎は主張している。その実例として、中国の古典文献から引用し、あるいは徒然草の中でも人間に必要なものを衣食住の三つあるが、なかでも食物が第一であるとしている。また英国、ドイツにおける台所の位置づけ、古代ギリシャ、エジプトの事例からも食と食を整える場所の重要性を示している。
「食」は命を支えるのに不可欠なものである、しかしながら「食」は時としてある種の楽しみ（エンターテイメント）して捉えられることもある。それが大食いや、大酒として行われることがある。その実例として、殷の紂王が実際に行った酒池肉林。アッバース朝のアルマレソル王の大饗宴。ローマ時代のシーザーの凱旋祝賀会。富豪ルクッルスは一度の食事に常に850万円を費やしていた事。ペトロニウスの『トリマルキオの饗宴』。エジプトの女王クレオパトラが催したトレミイー王宮で一国ほどの価値のある真珠を酢に溶かして飲みほした宴。漢の孝武の宴会。フランスのルイ16世のヴェルサイユ宮殿での宴。豊臣秀吉が桃山時代に催した北野の大茶会、醍醐の花見。清朝時代の満漢全席。このような歴史的な事例が列挙され、説明されている。
また飲酒においても、それが競技のように行われた事例も述べられていて、アレキサンダー大王がインド征伐から帰還する途中のゲドロシヤで行われた飲酒競技。宇多天皇（当時太上法皇）により開催された大酒会。慶安の頃に江戸でおこなわれた地黄樽次と池上底深の酒戦。こうした事例が挙げられている。
続いて、そのように火を使った食事が始まったのかも論じられている。人類が火を使い食事をするようになった起源はそんなに昔ではく、新石器時代に始まったとされ、今から約1万年前、あるいは1万2千年前であると想定されるとしている。また火を使った食事の歴として、日本では奥津日子の神と奥津日賣の二神が火食を教えたと伝えたこと。中国の歴史では書契以前に燵人氏の出の者が、木を擦って発火させ、それをもって火食を教えた事などの伝説的な事例をあげている。
いずれにせよ。木下謙次郎は「人は火食によって始めて獣類の域を脱したと言え、調理の技術の有無は、人と獣類を区別するための境界線のひとつであると言うべきである」と述べ、これが人類特有の技術であること、さらには火を使った食事の始まり、つまり調理が人類の大きな転機となったことを示している。

### 第三章 料理の通則
料理には「時を得る」（品質の選択および素材の旬）こと、「正しく割く」（洗う事）こと、「その醤を得る」（煮方）ことが重要であるということが説明されている。つまり、割烹がいかに上手であっても、素材が良くなければ手の打ちようがない。また素材選びが良かったとしても、筍も割き方も正しくなければ、生臭さがあったり味がないので口にすべきではないのである。つまり煮方、素材選び、洗いは料理の三大基本であって、料理の基礎である。もしもそのひとつにでも欠落があるならば、料理はまったく無用のものとなってしまうとしている。

#### 1. 時ならざれば食わず
食味について最も重要なことは、まず食品の旬を知ることにあるとしている。その旬とは、必ずしも季節に依存しておらず、素材の年数や、気候と食味の関係 によりそれが異なることが説明されている。またどの素材がどの時期に旬にあたるか、さらには産地や素材の部位についての違いと、品質の識別方法についても説明が行われている。

#### 2. 割く正しからざれば食わず
正しく割くとは、正しく調理するということであるとしている。つまり料理に取り掛かる前であるならば、必ず手を洗い清めて、庖丁を研ぎ、俎板を洗い、布巾で水分を拭き取るべきであること。野菜、肉類を切るのに俎板も庖丁も同じものを使うのは良くないこと。また同じ野菜でも葱を切った包丁で、そのまま人参を切り、豆腐を切ることは避けるようにしなければならないこと。鳥魚類の割き方で最も注意を要するのは、原則としてどんな部分にでも庖丁で腸を切断していけないことを指摘している。

#### 3. その醤を得ざれば食さず
これは調味をいかにするかということである。それには素材の取り合わせと、薬味の配合が重要である。ただ補助味としての鰹節、出汁、砂糖の類は、使わなければその料理が本味を十分に発揮することが出来としても、それらを使う必要がないのに、みだりにこれを加えようとするなら本味を乱し、味の混濁に陥ることになるため、その用法には十分に注意を払わなければならないとしている。また火による調理のメリットについても、味を美味にする、消化をよくする、伝染病を防ぐ、中毒を免れさせるという様々な観点から説明を述べている。

### 第四章 各国料理の概観
西洋、中国、日本の料理について、さらに続いてインド料理の習慣、文化、歴史、食そのものの詳細が語られている。
続いて「各国料理の取り扱い方」という項では、各国料理のサービスとマナーについて説明されている。
日本、中国、西洋の三料理はそれぞれの領域があり、西洋料理は肉を主菜で、魚類や野菜は副菜であること。日本料理は魚類を主菜であり、肉や野菜は副菜であること。中国料理は肉や魚だけに偏らず全てのものを水や火の力によって料理するため、材料の範囲は中国料理が最も広く、日本がそれに次ぎ、西洋料理は狭いとしている。
「茶屋風会席料理について」という項では、茶屋風会席料理のスタイルは茶懐石料理と袱紗料理の中間の様式で、通常は汁の他にも、膾、付合、茶碗盛、平および大猪口に香の物を添えたほぼ一定の献立で構成されるものであるとしている。木下謙次郎は、酒飲みによって料理がおなざりになる傾向を嫌っており、食事中には酒を控え、食後に酒飲みは酒を飲み、下戸は自分で食べ物を食器に盛り勝手に食事ができるこのスタイルを実用的で良い方法であると見なしていた。
また当時の日本料理に見られた問題点に言及されている。日本には古来から大草流、四條流と呼ばれている流派があるが、これらは余りに形式儀礼に偏ってしまい、その結果、内容が空洞化していることが問題のひとつの原因であるとしている。また日本料理には小手先の細工をほどこして外見の良さだけで注意を引こうとするものも多く、さらにそこに鰹節や砂糖のような補助味によって味を加えることで、かえって本味を乱し、混濁させてしまっていることも少なくないと指摘している。
日本料理の歴史についても論じられており、『古事記』の大宜津比売神や豊宇気比売神から、平安、鎌倉、室町時代にどのように日本の料理が作られていったのかが説明されている。さらに織田信長や豊臣秀吉の料理に関するエピソードも記されており、その献立なども挙げられている。近代においては明治時代に牛肉食がはじまり、それがどのように広がりを見せるようになったかが語られ、この時代から外国の影響をうけて、日本の食が影響を受けていった様を理解できる。
四章の最後には「日本料理人および流派」という項がもうけられており、四条流や大草流といった庖丁流派や、日本の料理を代表する過去から近代までの有名な料理人の記録があつかわれている。その中には古事記に記載がある磐鹿六雁命。高橋朝臣という一族。園別当入道基氏や細川勝元、大草三郎左衛門、細川幽斎らが挙げられている。江戸時代になると園部新兵衛丞、石井治兵衛といった人物がいたことが記されており、近代になってからは紅葉館の主人の野邊地尚義、『山蔭落栗』の著者である柳楢悦をあげている。

### 第五章 栄養学研究
この章で扱われるのは、主に西洋科学の観点から見た、栄養学に基づいた見解である。カロリーやタンパク質などの栄養について論じられている。また多食が良いのかあるいは小食か、菜食が良いのかあるいは肉食かについても論じられ、西洋と東洋の食の観点から意見が述べられている。
近代の栄養学の進歩に伴い、1923年（大正12年）に国立栄養研究所が模範食というものを発表しているが、その献立が栄養学的に正しいものであるのかどうかについても論じられている。栄養学的にはメリットのある栄養食でも、美味という観点からは不十分なものが多く批判的である。ただし同じ献立であってもそれらをどのように改善できるかの指摘も述べており、美味な食とするための提案が述べられている。

### 第六章　善食類
善食という言葉は適当な表現ではないとしながらも、次章の「悪食」に対して好味を意味する言葉として「善食」という言葉を使い、幾つかの美味な食材について論じられている。論じられている食材は、河豚、鶏、亀、鼈、人魚・山椒魚の6種類である。

#### 河豚
蘇東坡が河豚を絶賛したことなどの中国の事例が述べられ、さらには日本での馬関での河豚食の歴史も語られている。

#### 鶏
どのように鶏が日本に伝えられたのか、その原産国と鶏の種類について論じられ、鶏料理の方法が幾つか紹介されている。

#### 亀
カメに関する中国の様々な文献が引用され、料理法も述べられている。

#### 鼈（スッポン）
木下謙次郎は大分県宇佐市安心院の出身であり、木下謙次郎自身のかつての経験や思い出が語られている。スッポンの生態やどのように捕らえるかも描かれているのだが、序文で北里柴三郎は「深淵の水をすくって鼈が何匹生息しているかを霊感するのは著者自らの話であるかのようにも読める。このカ所がこの本におけるいわゆるシュンであろう」と述べている。後半はスッポンの漁方、良いスッポンの見分け方、さばき方、料理法について述べられている。

#### 人魚・山椒魚
幻想生物としての人魚であるが、食の対象として言及されている。中国の文献を引用しながら人魚について語り、また西洋の動物学者や解剖学者の研究により、ジュゴンがしばしば人魚と見なされていたことが指摘されている。山椒魚については文献からの引用とその生態、料理法までが紹介されている。
木下謙次郎はこうした食についても言及しているが、必ずしもこうした悪食を推奨したり、賞揚するためにこのような項を設けたという訳ではなく、人類全般の食文化をあつかい、網羅するという点にから、無視することが出来ない要素であると考えていたからである。

### 第七章 悪食篇
この章で述べられている「悪食」とは、イカモノ食い、または不気味なものを食べるという意味である。これには国の文化や習慣によってタブーとされるような食べ物を含んでおり、特殊な食材が扱われる章となっている。扱われる食材は、昆虫、爬虫類・両生類、特殊な鳥類、特殊な哺乳類、土や木、動物の特殊部位と人肉（カニバリズム）である。

#### 昆虫
蝤蠐（きむし）、蠐螬（すくもむし）、蜂および蜂の蛹、イナゴ、バッタ、カマキリ、孫太郎虫および源五郎虫、白蟻、蛆、蚤および蚤の蛹、トンボ、ケラ、ホタル、芋虫、毛虫、蝉および蝉の子、ミミズ、ゴカイ虫を素材とする食について言及されている。

#### 爬虫類・両生類
蛇、蜈蚣（ムカデ）、蛙、蝸牛（カタツムリ）、蛞蝓（ナメクジ）、田螺（タニシ）、蜷（ニナ）

#### 特殊な鳥類
ミサゴ（鶚） 、カラス、鷹、鵜、ペリカン、鷲、トンビ、カモメ、ふくろう、駝鳥、エミュー鳥、キツツキ、コウモリ、ホトトギス・カッコウ、ツバメ、モズを素材とする食について言及されている。

#### 特殊な哺乳類
犬、猫、ネズミ、モグラモチ、ライオン、ヒョウ、カバ、ラクダ、ゾウ、ヤク、狐、狸、猩々、猿、狒々を素材とする食について言及されている。

#### 土や木
南洋のポリネシアのニューカレドニア島の原住民は土食をする風習があること、ジャワでも赤土の団子を食べる風習があるとしている。またマッケンジ河付近に生息している原住民も、嗜好品として土を食べ、アフリカのギニア人も黄色の土を食べる事で有名であると述べている。
ノルウェー人は木の皮を剥いで、それを粉末にしてパンのように焼いて食用にするという事例を報告している。

#### 動物の特殊部位と人肉
驢馬の陰茎 、猟犬の陰茎、牛の陰茎、野馬の陰茎 、狐・狸の陰茎 、山獺（やまうそ）の陰茎 、胎盤を食べる文化や料理法について言及されている。
人肉は食用として論じるべきではないが、人類の凶暴性、または外界と遮断された環境の為に時として人肉を食べると言う不祥事が起こった事は事実であり、それらを無かったことでもあるかのように抹殺してはならないだろう。木下謙次郎は、歴史における著名な人肉食の事例を挙げて学術研究の資料として提供している。

### 第八章 魚類篇
日本における魚と収穫、さらには養殖魚とその味について論じられている。
それぞれの魚の生態や漁法、料理方法について説明されている。ここでは鮎、鰻、鯉、鮒、川魚、鯛、蟹、鱸（すずき）、鮫（さめ）、烏賊（いか）、章魚（たこ）、鯔（ぼら）についての詳細が論じられている。

## 『美味求真』の評価と影響
漫画『美味しんぼ』の原作者の雁屋哲は、『美味求真』とその作者木下謙次郎について次のように述べている。
木下謙次郎もまた大変な人で、その「美味礼賛」は教養の固まりと言うべき本である。昔の日本人の教養の基礎は漢文にあったことが良く分かる。私など、返り点レ点が有っても漢文を読むのは苦労するが、木下謙次郎の本には返り点もレ点もつかない、漢文そのまま（いわゆる白文）が書かれていて、こうなると私には手も足も出ない。その木下謙次郎が代筆を任せたことから、佐藤垢石がどれほどの教養の持ち主であったかが分かる。この本は当時のベストセラーになった。昔の人はこんな本を自由に読んだのかと思うと、昔の人と我々との教養の差に、愕然となる。
また開高健も『最後の晩餐』という書籍を出しているが、この著書にも木下謙次郎の『美味求真』についての言及があり、影響があることがうかがえる部分がある。

## 現行版
正篇、続篇、続々篇を、3巻本として五月書房で1997年に刊行された版が入手可能。
- 美味求真 第一巻 ISBN 9784772701945
- 美味求真 第二巻 ISBN 9784772701952
- 美味求真 第三巻 ISBN 9784772701969

## 初版
- 美味求真 第一巻 啓成社、大正14　国立国会図書館オンライン